# AGH-107
AGH-107是一种高效、选择性强、水溶性良好且能够穿透血脑屏障的5-羟色胺7型（5HT7）血清素受体完全激动剂。AGH-107是少数低碱性胺能受体激动剂的代表之一，这一特性可能是其对中枢神经系统相关靶点具有高度选择性的原因。研究发现，AGH-107能够逆转由MK-801在小鼠中引起的新物体识别障碍。然而，其在啮齿动物体内的半衰期较短，限制了其作为分子探针的应用。

## 相关
- AH-494
- AGH-192